# 82361 Benitoloyola
82361 Benitoloyola è un asteroide della fascia principale. Scoperto nel 2001, presenta un'orbita caratterizzata da un semiasse maggiore pari a 2,7720490 au e da un'eccentricità di 0,1363738, inclinata di 12,83319° rispetto all'eclittica.